# Shorea ciliata
Shorea ciliata är en tvåhjärtbladig växtart som beskrevs av George King. Shorea ciliata ingår i släktet Shorea och familjen Dipterocarpaceae. Inga underarter finns listade i Catalogue of Life.